# Okręg Laufen
Okręg Laufen (niem. Bezirk Laufen) – okręg w Szwajcarii, w kantonie Bazylea-Okręg, o pow. ok. 90 km², zamieszkały przez ok. 20 tys. osób. Siedzibą okręgu jest miejscowość Laufen. 

## Podział administracyjny
W skład okręgu wchodzi 13 gmin (Einwohnergemeinde):
1. Blauen
2. Brislach
3. Burg im Leimental
4. Dittingen
5. Duggingen
6. Grellingen
7. Laufen
8. Liesberg
9. Nenzlingen
10. Roggenburg
11. Röschenz
12. Wahlen
13. Zwingen